# Lotta

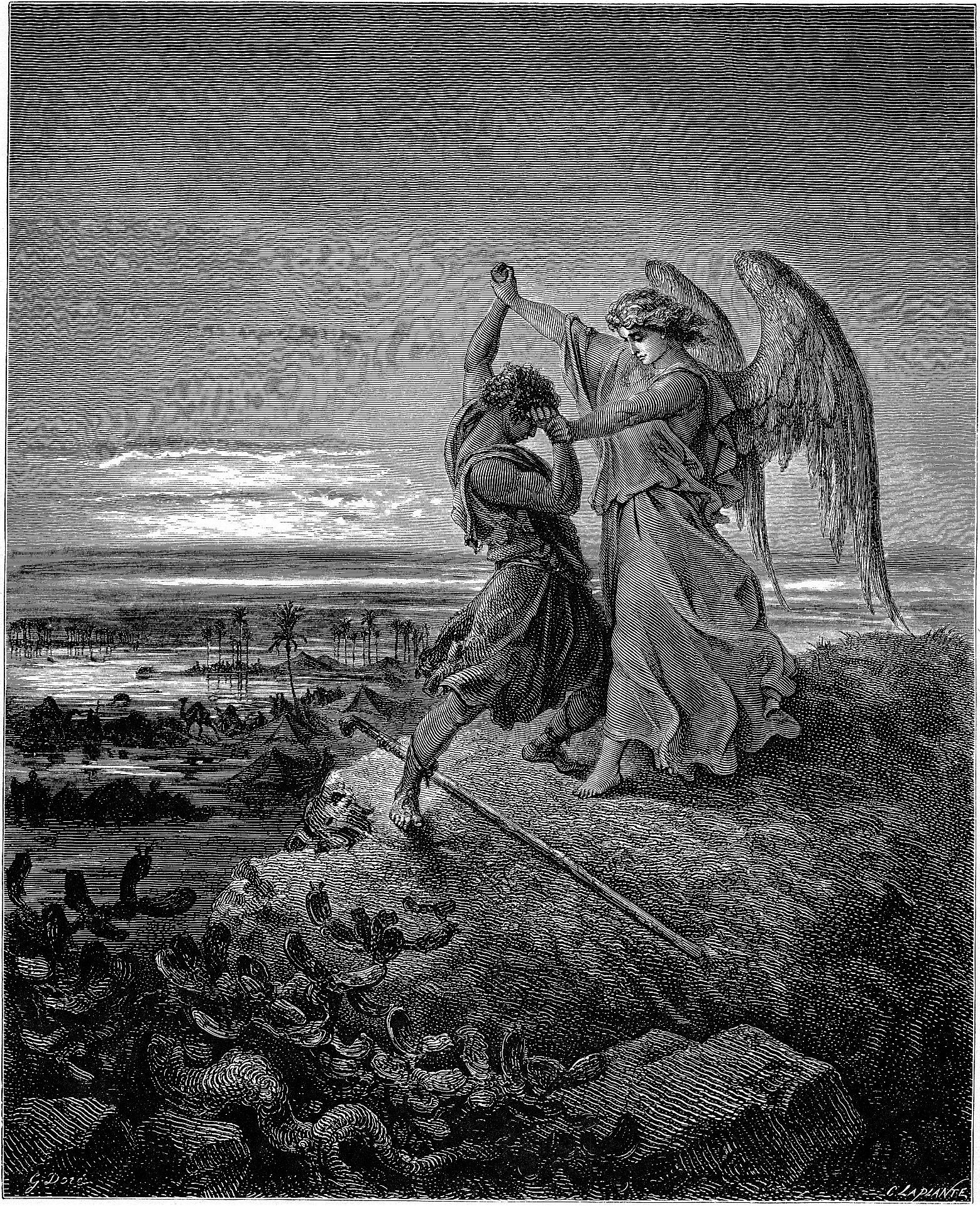
Giacobbe alle prese con l'angelo, un'illustrazione di Gustave Doré (1855).

La lotta è una disciplina atletica di combattimento. Consiste nel cercare di immobilizzare l'avversario con movimenti costrittivi ma mai contro articolazione. 
Anticamente il termine "lutta", dal latino lŭcta ma ancor prima per gli Etruschi e i Greci il pancrazio, era uno spettacolo di intrattenimento di lotta mista dove erano previsti anche colpi di pugilato. In seguito si sono sviluppate due discipline separate, una che contempla l'attacco con pugni (la lotta libera) e una dove non è previsto (la lotta greco romana). 
Il combattimento tra i lottatori si sviluppa in particolare tecniche, movimenti e contromosse applicate al fine di ottenere un vantaggio fisico sull'altro combattente, una posizioni di dominanza, uscite e sottomissioni, o per infortunare un avversario. Viene praticata soprattutto per agoni e competizioni atletiche e agonistiche, ma anche nelle arti marziali, per difesa personale o per addestramento militare. Esistono molti stili di combattimento ognuno con regole diverse sia tra gli sport tradizionali (la lotta popolare) che tra le discipline di combattimento moderne; ognuna adotta un vocabolario ed una terminologia diversa anche in occasione delle stesse tecniche ed azioni, questo perché ognuno di essi possiede una propria storia ed ha risentito del condizionamento culturale della società in cui si è evoluto.

## Storia

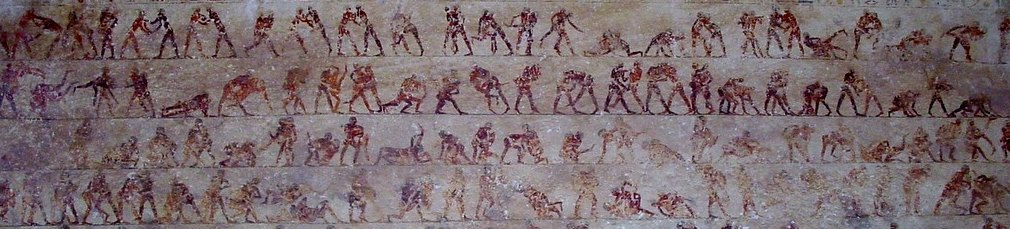
Dettagli di scene di lotta nella tomba 15 (Baqet III) a Beni Hasan.

La lotta è una delle più antiche forme di combattimento. Le origini della lotta possono essere fatte risalire fino a 15 000 anni fa tramite dipinti sulle pareti di caverne in Francia. Reperti archeologici babilonesi e egizi mostrano lottatori utilizzare gran parte delle tecniche note nelle competizioni sportive. Nell'antica Grecia, la lotta occupava un posto rilevante nella leggenda e nella letteratura; vi sono riferimenti già nell'Iliade, nella quale Omero racconta di scontri di lotta avvenuti nel contesto della guerra di Troia fra il XIII e il XII secolo a.C. Sotto certi aspetti brutali, la lotta greca era la disciplina principale negli antichi giochi olimpici. L'antica Roma attinse pesantemente dalla lotta greca, ma ne eliminò parte della sua brutalità e del suo carattere "sportivo" a favore di un approccio più orientato alla formazione psicofisica dei cittadini e dei soldati.

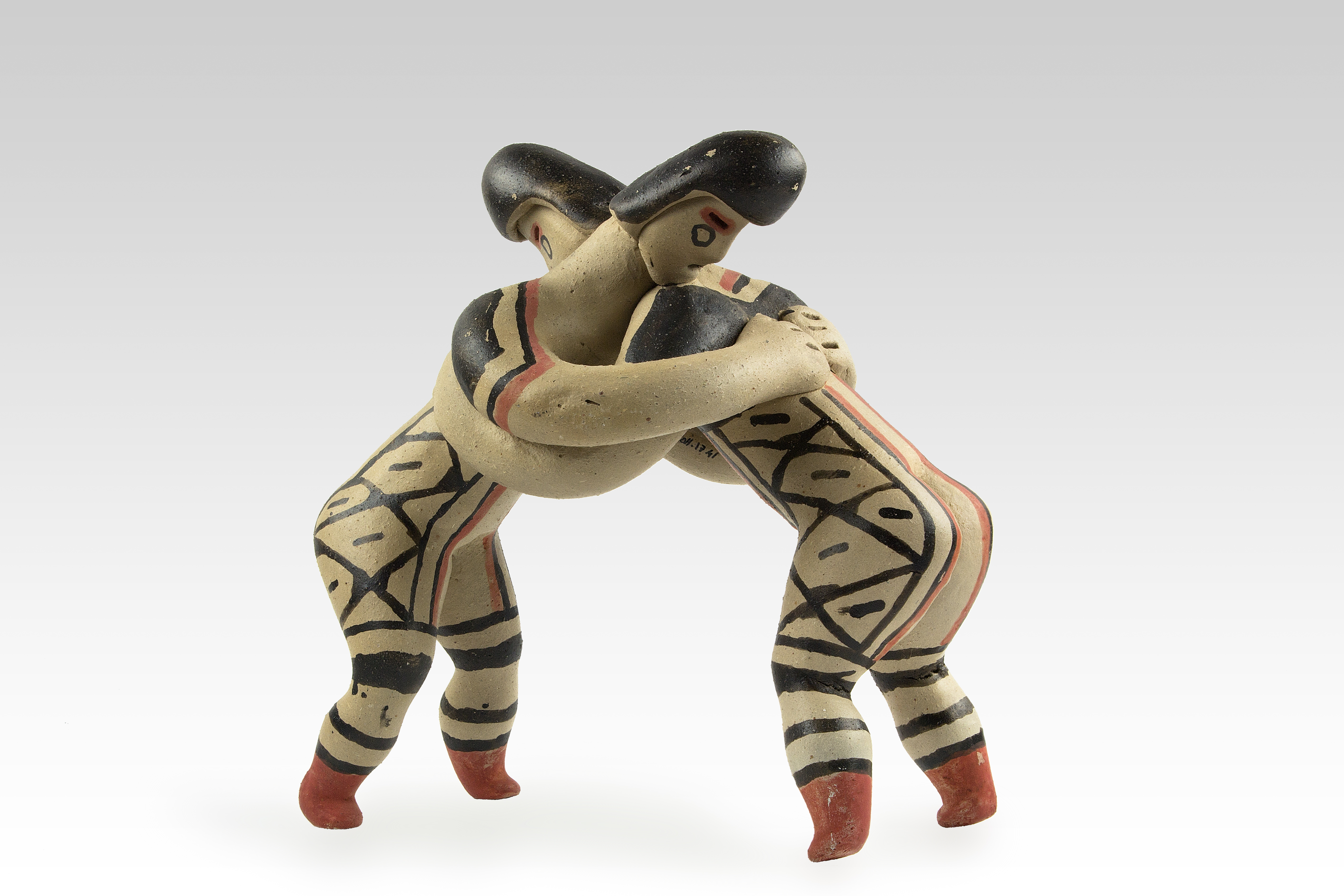
Statuette Karajà

Durante il Medioevo, la lotta rimase popolare a livello regionale e venne patrocinata da molte famiglie reali, incluse quelle francesi, giapponesi ed inglesi. Tecniche lottatorie sono descritte nei manuali di arti marziali europee del Rinascimento, come mezzo di difesa personale integrante l'uso di tecniche di scherma. In questo periodo si ha anche notizia di lotte al femminile, come nel 1491 quando, nel corso di una lotta disputata con le braccia, la duchessa Beatrice d'Este gettò a terra la cugina Isabella d'Aragona, salendole poi addosso.
In oriente, invece, l'addestramento militare, come per esempio quello delle guardie imperiali cinesi o dei samurai, comprendeva l'uso di tecniche corpo a corpo in caso si fosse perduta l'arma, come nello shuai jiao o nel jujutsu. Forme di lotta tradizionale si sviluppano in numerose parti del mondo, dalla Scandinavia all'India.
Le prime colonie americane importarono una forte tradizione lottatoria dall'Inghilterra. I coloni trovarono forme di lotta anche fra i nativi americani. La lotta amatoriale fiorì attraverso i primi anni degli Stati Uniti e divenne un'attività popolare in fiere, festività, celebrazioni ed esercitazioni militari.
Il primo torneo nazionale organizzato di lotta fu tenuto a New York nel 1888, mentre la prima competizione di lotta nei moderni Giochi Olimpici si tenne nel 1904 a Saint Louis.
Nel 1912 viene fondata la Federazione Internazionale delle Lotte Associate (FILA), ad Anversa. Recentemente è stata rinominata in United World Wrestling. Nel corso del XX secolo si sono differenziate numerose nuove discipline sportive lottatorie (sia di tradizione occidentale, che orientale), come anche spettacoli puramente d'intrattenimento confluiti nel pro wrestling. La United World Wrestling, sotto la giurisdizione del Comitato Olimpico Internazionale, ha riconosciuto nell'ambito sportivo le seguenti specialità come stili internazionali ufficiali, stabilendone regole uniche e gestendone incontri sportivi a livello mondiale:
- Lotta greco-romana;
- Lotta stile libero;
- Lotta femminile;
- Lotta sulla spiaggia;
- Pancrazio;
- Grappling;
- Belt wrestling.

Esistono comunque numerosi stili folkloristici tradizionali che fanno parte della lotta popolare, nonché alcune arti marziali e sport da combattimento vari basati sulla lotta.

## Tipi di lotta

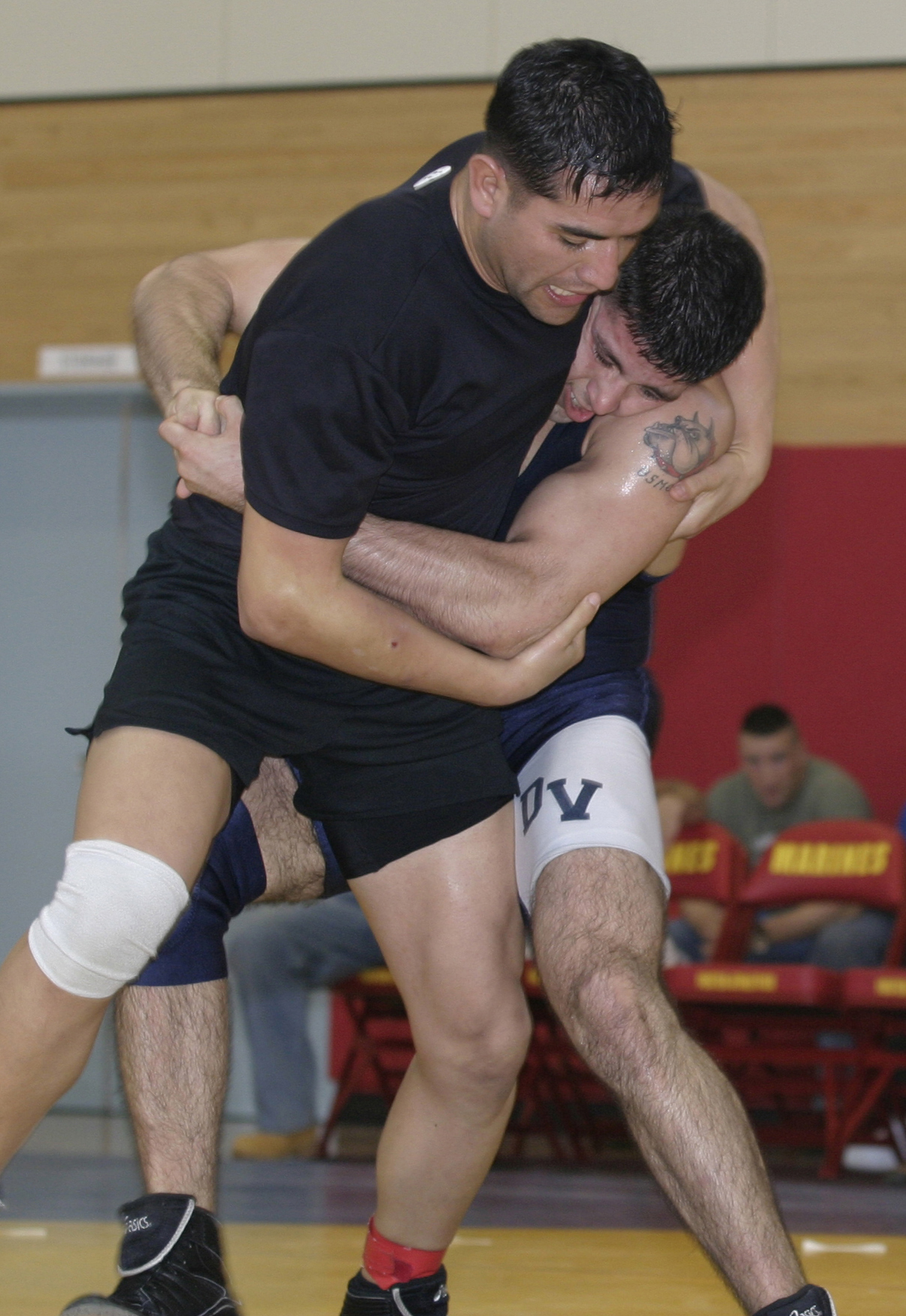
Presa in vita nella lotta in piedi

Ci sono molti differenti stili regionali di lotta sparsi nel mondo che sono praticati in una ristretta area geografica o nazione, come la malla-yuddha indiana o la s'istrumpa sarda. Altri stili di lotta come lo shoot wrestling, il catch wrestling, il submission grappling, il Brazilian jiu-jitsu, il judo, il sambo, la lotta libera e la lotta greco-romana hanno invece ottenuto popolarità a livello globale. Il judo, la lotta libera e la greco-romana hanno ottenuto lo status di sport olimpici, mentre il jiu-jitsu brasiliano e il sambo hanno i loro campionati mondiali.
Altri tipi di lotta conosciuti sono la luta livre, lo shuai jiao, l'aikidō, l'hapkido e la lotta sulla spiaggia.
In queste discipline, l'obiettivo è o di portare al suolo l'avversario e bloccarlo, oppure di afferrarlo con una presa specializzata per sottometterlo e costringerlo ad arrendersi mediante un segnale (in genere, battere una mano).
Sostanzialmente le tecniche utilizzate sono le stesse (con eventuali varianti nelle prese a seconda dell'indumento usato), poiché il corpo umano rimane lo stesso così come i modi di manipolarlo, a differenziare le varie discipline è più che altro il regolamento nelle competizioni che influisce su quali utilizzare e su come giungere ad esse.
Oltre che per l'eventuale fine (autodifesa o agonismo) gli stili di lotta trovano numerosi distinguo: i combattimenti si possono focalizzare sul controllo diretto e fisico dell'avversario, sul suo atterramento, ma possono essere specializzate in tecniche di sottomissione, o per il fatto che vengono combattute prevalentemente in piedi o a terra. Un'ulteriore differenziazione viene fatta in base all'abbigliamento con cui vengono praticate: la lotta olimpica viene praticata con uno specifico costumino o singlet, mentre le lotte provenienti dall'oriente si catalogano in "gi" o "no-gi" (se si veste o meno il budogi), ma ovviamente ogni altro stile di lotta possiede un abbigliamento proprio, caratteristico del folklore e della società di appartenenza.

### Abbigliamento per lottare
Esistono grosso modo due modi per vestirsi nel praticare lotta, che possono influenzare la gamma di tecniche utilizzabili e il modo di esecuzione del confronto: in un caso si pratica con una giacca apposita, come per esempio il keikogi nelle discipline orientali o la kurtka nel sambo, o un pantaloncino in juta con le gambe arrotolate su cui si effettuano le prese nello Schwingen svizzero, un gilèt variopinto nella boke mongola, un particolare perizoma detto mawashi nel sumo, specifici bermuda in pelle nella lotta all'olio turca Kırkpınar e così via. In alternativa si può non utilizzare tale indumento per consentire prese.
In questi casi l'abbigliamento viene utilizzato per eseguire le prese, mentre nelle discipline olimpiche che si rifanno alle lotte antiche (che venivano praticate nudi), si indossano costumi attillati (troppo leggeri per effettuarci delle tecniche) che quindi enfatizzano il controllo diretto del corpo usando solo le prese e gli agganci naturali; è chiaro che non esiste una regola univoca e in alcune forme di lotta si combatte a petto nudo. Anche le calzature comunque fanno parte delle "divise" dei lottatori si svaria dalla pratica a piede nudo, all'utilizzo di stivali, scarponi o scarpette sportive specifiche.
La forma comprensiva di un giacchetto, spesso detta "gi" per estensione del termine usato nelle discipline di origine orientale, spesso utilizza prese sugli indumenti (in alcuni casi anche sulle cinture) per controllare il corpo dell'avversario, mentre le forme "no-gi", più proprie della tradizione occidentale, enfatizzano il controllo diretto di torso e testa usando solo le prese naturali del proprio corpo.
Anche se l'uso di un giacchetto è obbligatorio nelle competizioni di judo, di sambo e gran parte di quelle di BJJ, così come in molte varietà di lotta popolare (o "folk wrestling") nel mondo, molti atleti si allenano anche senza, in genere per affinare la capacità di presa non avendo un indumento da afferrare.
Non viene usato invece in discipline come la lotta olimpica o il submission grappling no-gi, dove gli atleti indossano al massimo tute aderenti come la rash guard o il singlet, che non consentano di essere sfruttati per applicare tecniche. In alcune forme di wrestling si compete addirittura a petto nudo, indossando solo dei pantaloncini; nel sumo, si indossa solo un perizoma, detto mawashi.

### Lotta in piedi e al suolo

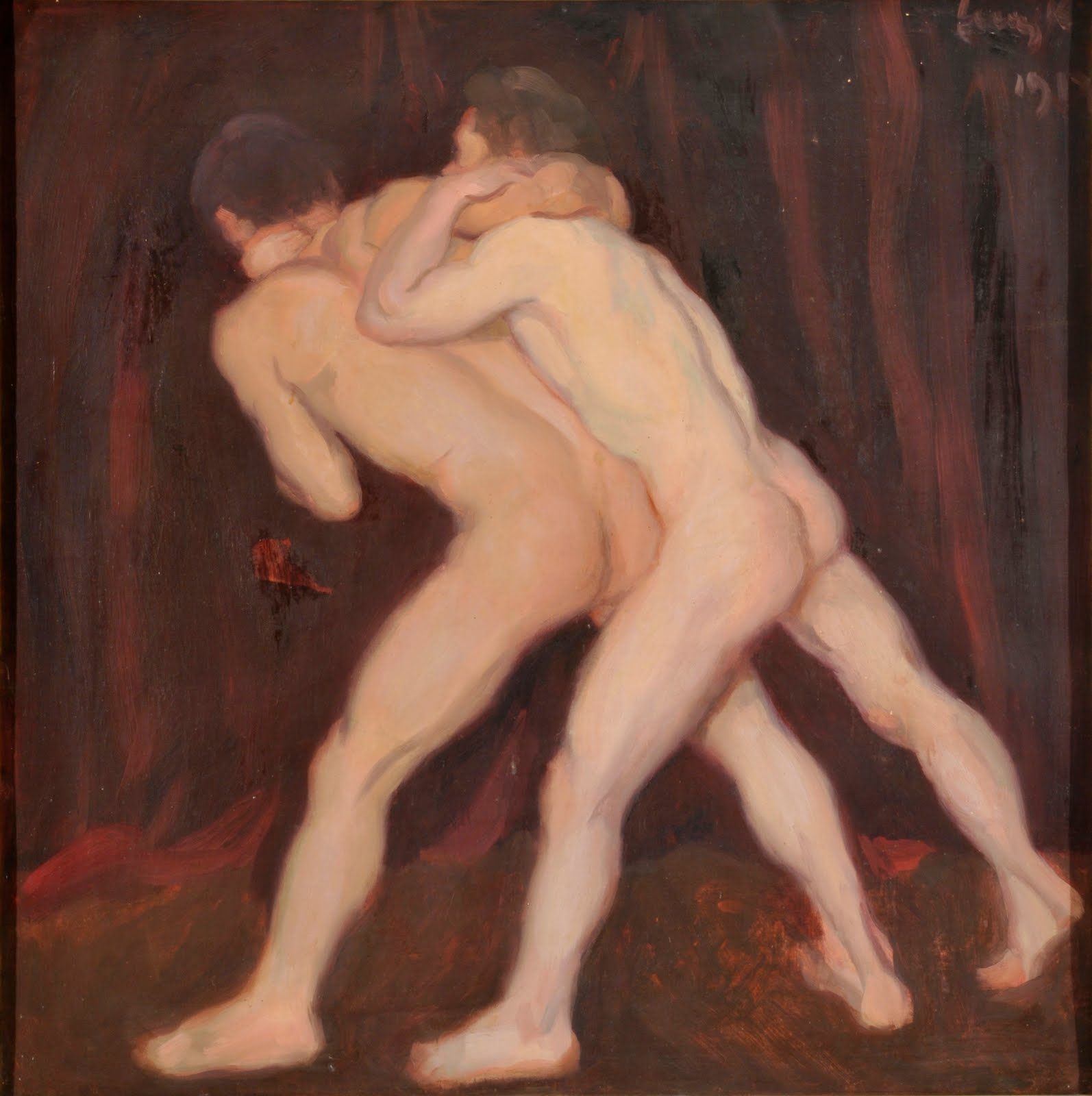
Lottatori, dipinto del 1912 di Károly Ferenczy.

La distinzione più ricorrente per la lotta è relativa al suo essere applicata in piedi o a terra.
Più specificatamente la lotta in piedi, spesso impropriamente indicata con il termine inglese di clinching (che è un'azione che fa parte invece della lotta in piedi), è parte integrante di qualsiasi arte di lotta, considerando che di solito i due combattenti iniziano l'incontro da una posizione in piedi. L'obbiettivo della lotta in piedi varia quindi a seconda dell'arte marziale o dello sport da combattimento di riferimento. Una lotta in piedi difensiva concerne di per sé con l'applicazione di prese dolorose o lo scappare da esse, mentre una lotta in piedi offensiva include trapping, proiezioni, lanci, intesi per infliggere seri danni o per spostare il combattimento al suolo.
La lotta in piedi può essere anche impiegata sia offensivamente che difensivamente in combinazione con lo scambio di colpi, o per impedire all'avversario di ottenere una distanza sufficiente per poter lui stesso usare le percussioni.

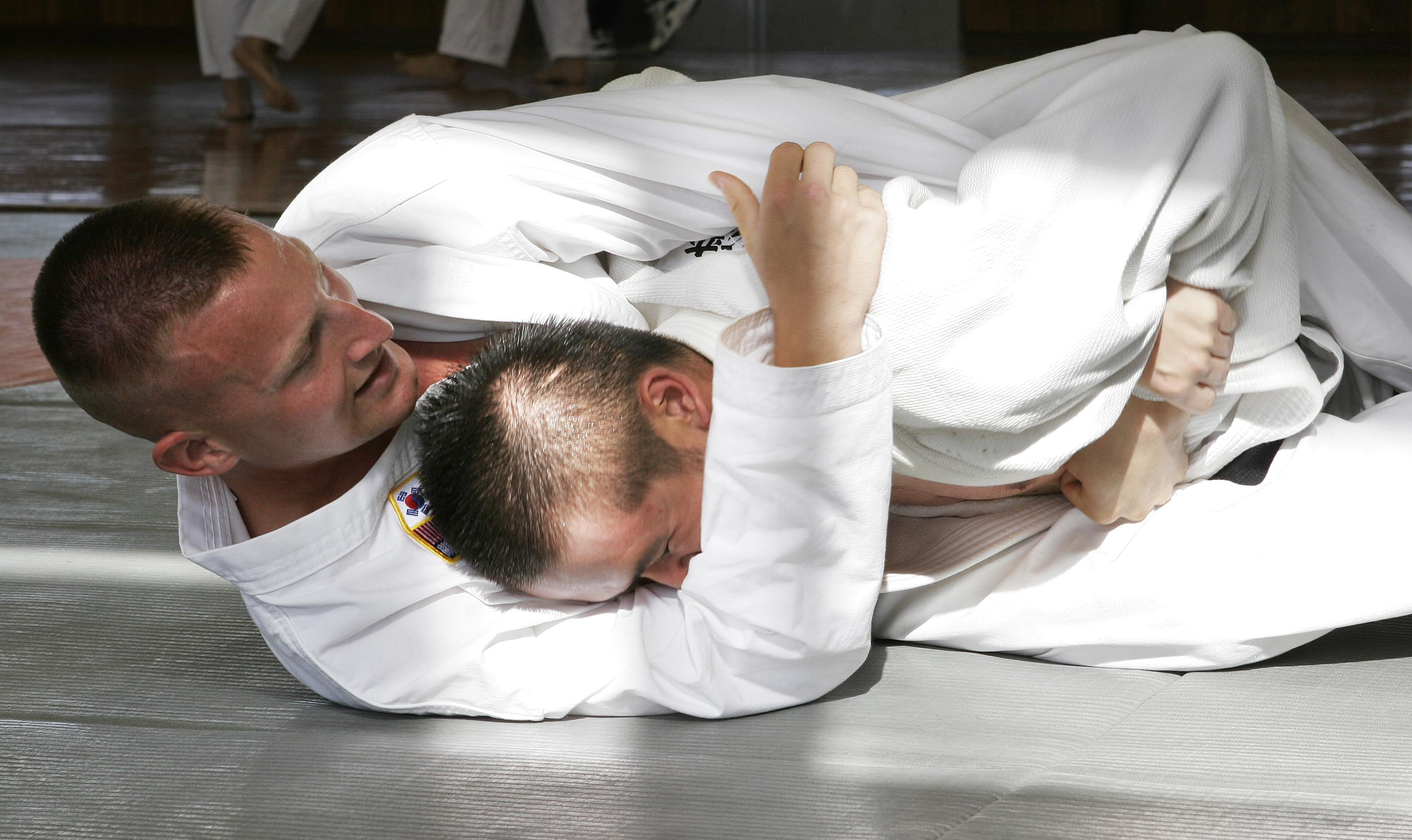
Nel judo, l'obbiettivo del ne-waza è di immobilizzare l'avversario schiena a terra, in alternativa si può effettuare uno strangolamento o una leva agli arti superiori.

La lotta a terra si riferisce a tutte le tecniche di lotta applicate quando i due lottatori non si trovano più in una posizione in piedi. Gran parte di molte arti marziali e sport da combattimento che includono la lotta al suolo consiste nel posizionamento e nell'ottenere una dominanza sull'avversario. Questa situazione (di solito al di sopra di esso) consente al lottatore in posizione di vantaggio una vasta gamma di opzioni, come: cercare di fuggire rialzandosi, ottenere un'immobilizzazione per controllare e sfiancare l'opponente, eseguire una tecnica di sottomissione come una leva, o colpirlo velocemente. Il lottatore a terra, d'altra parte, si concentra principalmente nell'uscire dalla situazione e migliorare la sua posizione, di solito con un ribaltamento. In alcune discipline, in particolare quelle che utilizzano una posizione cosiddetta di guardia, il lottatore a terra può riuscire ad applicare una sottomissione a chi è situato sopra di lui.
In ambito sportivo, la lotta in piedi di solito riguarda il proiettare efficacemente l'avversario. In alcune specialità come la glíma, il combattimento finisce appena l'avversario è caduto. In altre, l'incontro può continuare al suolo finché non vengono incontrate alcune condizioni (come una sottomissione o un'immobilizzazione): Per esempio, nella lotta olimpica si cerca di far poggiare l'avversario con la schiena a contatto con la superficie del tappeto o proiettarlo con grande ampiezza per vincere; nel judo lo scontro in piedi detto randori cerca una proiezione perfetta sull'avversario per ottenere la vittoria o ippon, qualora egli finisca a terra ma senza schienata si può passare ad un lavoro a terra detto ne-waza in cui si cerca di immobilizzarlo schiena a terra per un determinato periodo di tempo o sottometterlo.
Sportivamente esistono anche discipline di sola lotta a terra, o nelle quali si può ottenere la vittoria solo a terra, è il caso per esempio del Submission Grappling e del Brazilian jiu-jitsu, che si concentrano su tecniche di sottomissione. Per contro, la lotta greco-romana è la disciplina del clinching per eccellenza.

### Lotta come dominio fisico o come sottomissione
La lotta può essere categorizzata anche in base al suo concentrarsi sul controllo fisico oppure sulla sottomissione. Questa distinzione era già nota nell'antichità, in epoca classica per esempio venivano definite come lotta canonica oppure pancreatoria. Fra le discipline appartenenti al primo ambito ci sono il sumo, la lotta libera o la sua meno nota variante lotta sulla spiaggia (uno stile basato sulle tecniche della lotta libera ma a differenza di quest'ultima è vietato il combattimento a terra, l'intento delle federazioni che organizzano i tornei di lotta sulla spiaggia è quello di promuovere e diffondere il wrestling anche al di fuori delle palestre, sfruttando un ambiente di gara naturale e molto popolato). Sono competizioni in cui si ottiene la vittoria in genere schienando l'avversario o facendolo uscire da un'area delimitata, incoraggiando in genere proiezioni e lavoro di controllo.
Fra le discipline appartenenti al secondo ambito, vi sono il Brazilian jiu-jitsu, la luta livre e il submission grappling, nei quali la vittoria è invece data dalla resa dell'avversario che subisce una sottomissione e incoraggiano un tipo di lavoro (soprattutto a terra, ma non necessariamente) finalizzato a conseguire ciò.
Il sambo cerca di esplorare entrambi gli ambiti con diverse gradazioni, a seconda della specialità di sambo.
Questa appena descritta si tratta di una distinzione che nella lingua italiana non viene definita, dato che si utilizza generalmente per tutto il solo termine "lotta" proveniente dal latino lucta.
Ma nei paesi anglosassoni (soprattutto Regno Unito e Stati Uniti), dove esiste una florida e datata tradizione di lotta, e dai quali provengono i principali atleti e campionati, si impiegano diversi termini utilizzati anche nei circuiti internazionali e che a volte possono generare confusione.

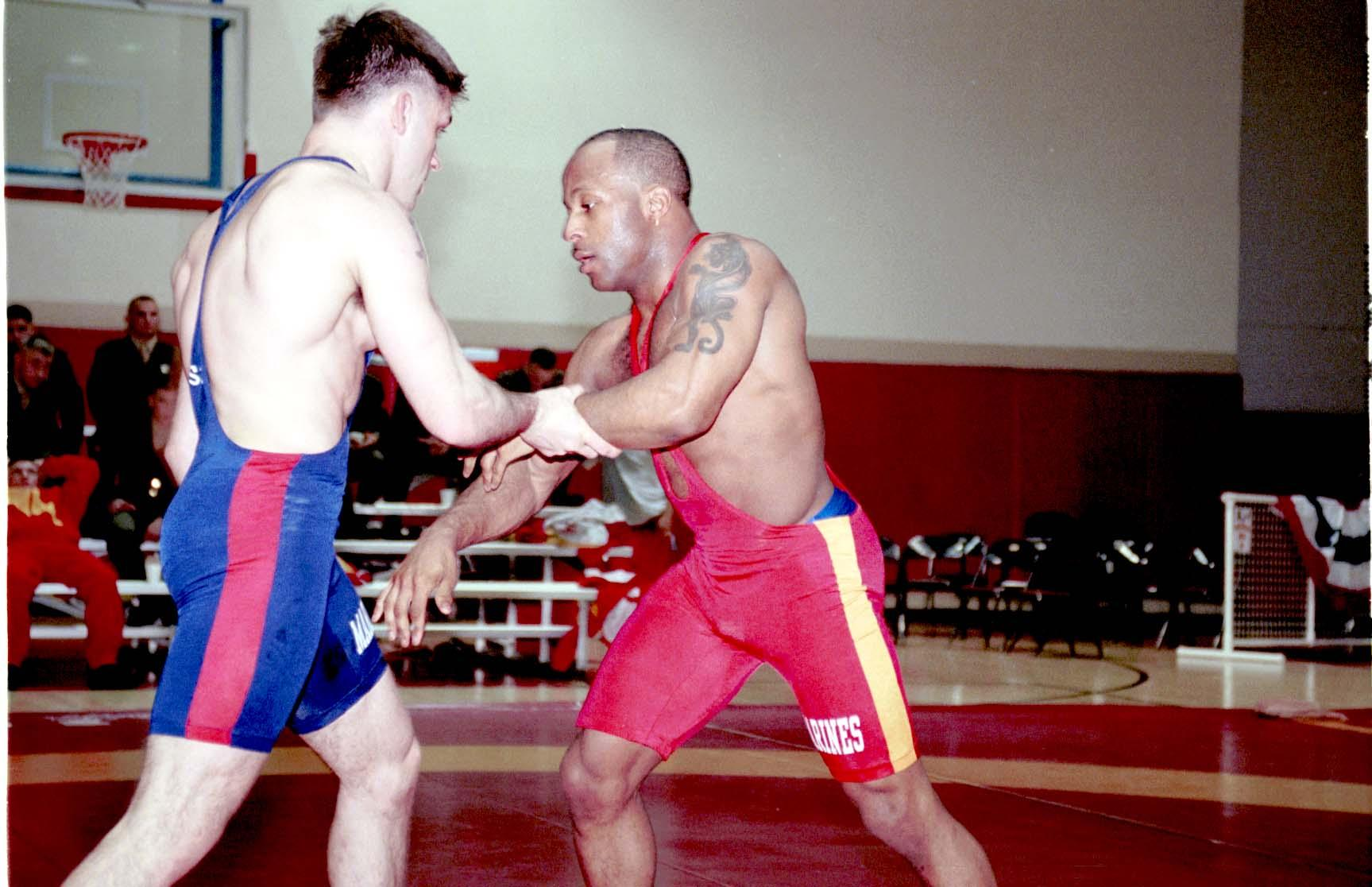
Due lottatori liberisti in azione.

Nella lingua inglese si utilizza in genere il famoso termine "wrestling" per definire quella parte della lotta consistente in clinching, proiezioni, lanci, prese ed immobilizzazioni, dove due avversari ingaggiano una competizione fisica in cui cercano di ottenere e mantenere una posizione di dominanza. La parola si riferisce soprattutto alla lotta olimpica, che viene definita in genere "amateur wrestling", in Italia il termine viene associato in genere solo agli spettacoli del "professional wrestling" che sono una forma di show che non va confuso con le competizioni lottatorie propriamente dette.
Il termine proviene dall'Inglese antico ed è una delle parole inglesi più remote nel tempo per descrivere il combattimento corpo-a-corpo. Il dizionario Merriam-Webster lo definisce come "uno sport o competizione in cui due individui disarmati combattono corpo-a-corpo per soggiogare o sbilanciare l'altro".
Esiste però anche il termine "grappling", che in inglese indica la lotta in generale in ogni suo aspetto, ma che a volte (e soprattutto in Italia) viene inteso riferendosi alla sola parte della lotta consistente in tecniche di sottomissione (strangolamenti, soffocamenti, leve, chiavi e torsioni) e in tecniche operanti per poter applicare le prime (che non sono invece parte delle discipline di wrestling, a parte alcune eccezioni come il catch wrestling che ne ha adottate alcune nelle proprie regole).
A volte si associa impropriamente il termine wrestling alla lotta in piedi e erroneamente grappling a quella a terra, ma in realtà è possibile effettuare un "lavoro di wrestling" anche a terra così come leve o strangolamenti sono applicabili anche in piedi.

## Forme Amatoriali

### Scholastic Wrestling
Il wrestling scolastico, comunemente indicato come folkstyle wrestling o wrestling, è uno stile di wrestling amatoriale praticato a livello di scuola superiore e media negli Stati Uniti. È stato spesso definito lo "sport più duro del mondo" a causa dell'ampio condizionamento fisico, preparazione mentale, complessità e natura intensa della sua competizione uno contro uno che richiede potenza fisica, velocità, elaborazione mentale e reazione rapide, e un'enorme preparazione.

#### Storia
La storia del wrestling scolastico negli Stati Uniti è strettamente correlata allo sviluppo della sua controparte universitaria. La Eastern Intercollegiate Wrestling Association tenne il suo primo torneo nel 1905, che presto diede il via a molti altri tornei di wrestling sia per studenti universitari e universitari che per studenti delle scuole superiori.  Il wrestling universitario e delle scuole superiori è cresciuto soprattutto dopo la standardizzazione della National Collegiate Athletic Association(NCAA) regole di wrestling, che si applicavano presto sia al wrestling collegiale che a quello scolastico (con il liceo che subiva lievi modifiche alle regole). Più college, università e junior college inizierebbero a offrire doppi incontri e tornei, inclusi campionati e stagioni di wrestling organizzate.
Ci sono state interruzioni nelle competizioni della stagione di wrestling durante la prima e la seconda guerra mondiale, ma soprattutto a livello di scuola superiore, i campionati di wrestling delle associazioni statali sono sorti in diverse regioni degli Stati Uniti negli anni '30 e '40. Mentre il wrestling amatoriale continuava a crescere dagli anni '40 in poi, anche varie conferenze atletiche collegiali aumentarono il numero e la qualità delle loro competizioni di wrestling, con più lottatori che facevano la progressione del wrestling al liceo, venivano reclutati e partecipavano alle competizioni collegiali.

#### Classi di peso
Il wrestling scolastico è regolato dalla National Federation of State High School Associations (NFHS). Ogni associazione di scuole superiori statali ha adottato le proprie regole di wrestling, apportando alcune modifiche. Ci si aspetta che ogni scuola superiore pratichi il wrestling a due livelli: varsity e junior varsity, sebbene il wrestling a livello di matricola (nona elementare) stia diventando più diffuso. L'NFHS generalmente stabilisce lo standard per le classi di peso per incontri doppi a livello di scuola superiore, doppi multipli e tornei. Nella maggior parte degli stati, i lottatori delle scuole superiori possono competere in 14 diverse classi di peso, che vanno da 106 libbre (48 kg) alla divisione dei pesi massimi fino a 285 libbre (129 kg).  Altri stati hanno classi di peso aggiuntive o modificate come la classe di peso di 96 libbre (44 kg) in stati come New York,   le classi di peso di 98 libbre (44 kg) e 105 libbre (48 kg) in stati come il Montana,  e la classe di peso di 180 libbre (82 kg) in stati come il Texas.  Le classi di peso per le squadre junior varsity, matricola e scuola media possono variare da stato a stato. Ogni associazione statale delle scuole superiori che sanziona il wrestling ha anche un piano definito per il controllo del peso che proibisce l'eccessiva perdita di peso e la disidratazione durante la stagione. Il piano proibirebbe di scendere al di sotto del 7% di grasso corporeoper i maschi e il 12% di grasso corporeo per le femmine al fine di raggiungere una classe di peso inferiore.  Questi piani di controllo del peso includono disposizioni per la valutazione del peso da parte del personale medico di atletica leggera della scuola e la certificazione della classe di peso più bassa consentita con l'allenatore della squadra e la persona che esegue la valutazione del peso. Spesso, questo viene fatto online attraverso il sito web dell'associazione delle scuole superiori statali o della National Wrestling Coaches Association (NWCA). Dopo la data di certificazione, in alcuni stati può essere consentito un assegno di crescita di due libbre per ciascuna classe di peso. Molti tornei offrono un'indennità di una o due libbre, consentendo ai lottatori di competere in una determinata classe se rientrano nel limite di peso per quella classe. Tutto questo viene fatto per proteggere la salute del lottatore.

### Collegiate Wrestling
Il wrestling collegiale, comunemente indicato come folkstyle wrestling, è la forma di wrestling praticata a livello post-secondario negli Stati Uniti. Questo stile di wrestling è praticato anche a livello di scuola superiore, scuola media ed elementare con alcune modifiche. Le regole e lo stile del wrestling collegiale/folkstyle differiscono dagli stili olimpici del freestyle e del wrestling greco-romano. Esistono programmi di wrestling collegiale in quasi tutti gli stati degli Stati Uniti, oltre alla Simon Fraser University nella British Columbia, Canada. .

#### Differenze con altri stili
Il wrestling collegiale differisce in molti modi dal freestyle e dal greco-romano.
Ci sono alcune differenze di punteggio. Ad esempio, nel wrestling collegiale, i punti di "esposizione" non vengono assegnati a un lottatore semplicemente per aver costretto le spalle dell'avversario a ruotare rapidamente ed essere esposto al tappeto. Invece, ad esempio, un lottatore deve controllare una delle spalle dell'avversario sul tappeto e costringere l'altra spalla dell'avversario al tappeto con un angolo di 45 gradi o meno per 2-5 secondi per segnare. I punti generati in questa situazione sono chiamati punti "near fall". Ciò mostra una differenza di focalizzazione: mentre gli stili internazionali incoraggiano l'azione esplosiva e il rischio, il wrestling collegiale incoraggia e premia il controllo sull'avversario.
Questa enfasi sul controllo era presente nel wrestling collegiale sin dai suoi primi giorni. Dal 1915, i funzionari del wrestling collegiale hanno registrato il tempo che ogni partecipante aveva nel controllare il suo avversario sul tappeto (noto come "vantaggio di tempo" o "tempo di guida"). All'inizio, questo era il modo principale per determinare il vincitore in assenza di una caduta. Nel corso del tempo, l'importanza di tale cronometraggio è diminuita e ora tale "vantaggio di tempo" conta al massimo solo per un punto nella competizione universitaria.   Come in entrambi gli stili internazionali, un lottatore può vincere l'incontro inchiodando entrambe le spalle del suo avversario o entrambe le scapole (scapole) del suo avversario al tappeto.
Nel wrestling collegiale, c'è una posizione aggiuntiva per iniziare il wrestling dopo il primo periodo e anche per riprendere il wrestling dopo varie altre situazioni. Tutti e tre gli stili iniziano una partita con entrambi i lottatori uno di fronte all'altro in piedi con l'opportunità data a entrambi di segnare un takedown e ottenere così il controllo sull'avversario. Nel wrestling collegiale, una volta segnato un takedown, il lottatore sotto controllo nella posizione inferiore (difensiva o in basso) rimane lì fino a quando non sfugge al movimento, fino a quando non inverte la posizione, fino alla fine del periodo o fino a quando si verificano varie situazioni di penalità. La posizione inferiore è una possibile scelta per una posizione di partenza nel secondo e terzo periodo, nota come posizione dell'arbitro. La posizione dell'arbitro è più o meno analoga alla posizione di partenza "par terre" negli stili di wrestling internazionale.  Negli stili internazionali, la posizione di partenza "par terre" non viene utilizzata tutte le volte che la posizione dell'arbitro è nel wrestling collegiale. Nei due stili internazionali, la posizione inferiore nella posizione di partenza "par terre" viene ora utilizzata per penalizzare un lottatore che ha commesso un atto illegale.
Nel wrestling collegiale, c'è una minore enfasi sui "lanci", o manovre in cui l'altro lottatore viene tolto dai piedi, preso in aria e atterra sulla schiena o sulle spalle. Questa mancanza di enfasi sui lanci è un altro esempio di come il wrestling collegiale enfatizzi il dominio o il controllo, in contrasto con l'elemento di rischio e azione esplosiva. Una proiezione legale nel wrestling collegiale viene assegnata allo stesso numero di punti di qualsiasi altro takedown. Nello stile libero e nel wrestling greco-romano, i punti assegnati per i takedown di un lottatore aumentano con il livello di esplosività visto nei lanci. Bene -le proiezioni eseguite possono anche vincere un periodo negli stili internazionali, specialmente quando una proiezione è di grande ampiezza (una proiezione in cui un lottatore solleva un avversario dal tappeto e lo controlla in modo che i suoi piedi vadano direttamente sopra la sua testa). Nel wrestling collegiale, alcuni dei lanci visti negli stili internazionali potrebbero persino essere illegali, come asuplex terzino da una posizione eretta posteriore. Tuttavia, molti lottatori collegiali incorporano ancora alcuni lanci nel loro repertorio di mosse perché un avversario lanciato spesso atterra sulla schiena o sulle spalle e quindi in una posizione più favorevole alla produzione di punti di caduta vicini o ad assicurarsi una caduta.
Generalmente, piuttosto che sollevare l'avversario o lanciarlo per una grande ampiezza per vincere il periodo come negli stili internazionali, il lottatore collegiale cerca più spesso di portare il suo avversario al tappeto ed eseguire un "rottura" (cioè, per portare il suo avversario in posizione difensiva a pancia in giù o su un fianco). Con l'avversario fuori dalla sua base di appoggio (cioè, fuori da mani e ginocchia), il lottatore collegiale in posizione offensiva cercherebbe quindi di eseguire combinazioni di pinning o combinazioni di tecniche progettate per garantire una caduta. Non riuscire a ottenere una caduta potrebbe comunque comportare un vantaggio nel tempo di guida e potenziali punti di quasi caduta.
Il lottatore difensivo potrebbe contrastare tali tentativi di abbattimento o, una volta abbattuto, tentare di sfuggire al controllo dell'avversario o invertire del tutto il controllo. In un ultimo disperato tentativo di sventare una caduta, il lottatore difensivo potrebbe anche "ponteggiare" fuori dal controllo del suo avversario (cioè, sollevare la testa, la schiena ed entrambi i piedi dal tappeto e poi girarsi verso lo stomaco). Nel complesso, un lottatore collegiale nelle sue tecniche molto probabilmente enfatizzerebbe il controllo fisico e il dominio sull'avversario sul tappeto.

## Tecniche di lotta
Le tecniche di lotta possono essere suddivise in queste categorie:
- lavoro in piedi: ha luogo quando entrambi i competitori sono in piedi ed utilizzano prese applicate alla parte superiore del corpo dell'avversario, per condizionarne il comportamento o effettuare determinate altre tecniche. Consiste in prese e controlli di polsi, gomiti, e nuca, opposizioni con il petto, cintamenti e così via. Il lavoro in clinch è generalmente usato per preparare o per difendersi da proiezioni, ma in certe specialità anche per poter colpire l'avversario più efficacemente, oppure per cercare poi di afferrare l'avversario in una sottomissione. La lotta greco-romana è la disciplina del clinch per eccellenza.
- Proiezioni: una proiezione è utilizzata dal lottatore per manipolare l'avversario (sbilanciandolo o sollevandolo) generalmente da una posizione in cui sono entrambi in piedi ad una al suolo, tutte prevedono comunque che l'esecutore mantenga una posizione di vantaggio o relativo controllo rispetto all'avversario. Lo scopo delle proiezioni varia a seconda delle discipline a volte enfatizzando il potenziale di incapacitare direttamente l'avversario con la caduta (in questo caso la schienata viene considerata KO e determina la fine dell'incontro), oppure indirizzando verso la possibilità di ottenere una posizione di controllo, per esempio per applicare una sottomissione. Si considera una proiezione anche quando il lottatore solleva il suo avversario e lo manovra forzatamente in aria verso il suolo, anche lanciandolo; se l'esecutore rimane in piedi e non segue l'avversario a terra, il lancio viene di solito definito slam, altrimenti throw secondo la terminologia inglese ma per la sua pericolosità è vietato in alcune discipline. Esistono anche sollevamenti e proiezioni applicabili da una posizione al suolo.
- Immobilizzazioni e controlli: con questi termini si definiscono aspetti notevolmente differenti da disciplina a disciplina perché sono influenzate dalle finalità di ciascuna di esse in alcune un'immobilizzazione implica il trattenere un avversario da una posizione in cui non può attaccare, in altre comporta una vittoria immediata se mantenuta per un certo periodo di tempo, in altri invece è considerata inattività e può comportare la ripresa dell'incontro da una posizione libera (con eventuale sanzione per chi manteneva la staticità) ma può anche essere considerata una posizione di dominanza ricompensata con punti. Altre tecniche di controllo sono utilizzate per mettere faccia a terra l'avversario di modo da evitare che possa scappare o attaccare, oppure per mantenere una posizione di guardia da una situazione svantaggiosa come quando si è al di sotto dell'avversario. In questo senso un tipo di controllo viene detto turnover e viene usato per muovere e spostare un avversario che è pancia a terra o chiuso su sé stesso al fine di ottenere punti, preparare una presa o ottenere una posizione di maggior vantaggio.
- Sottomissione: ne esistono di due tipi, le costrizioni e le manipolazioni. Alle prime appartengono tutte quelle tecniche che possono potenzialmente strangolare o soffocare l'avversario, le compressioni di muscoli o tendini sulle ossa, oppure in generale ogni tecnica che penetra o schiaccia punti sensibili (muscoli, organi, ghiandole). Alle seconde appartengono quelle tecniche che possono potenzialmente arrecare danno ad una giuntura o ad un'articolazione come torsioni, chiavi e soprattutto leve. In competizioni sportive, ci si aspetta che chi subisce una sottomissione tramite segnali verbali o gestuali (come il battere con la mano) si arrenda, ammettendo così la sconfitta poiché trattenuto in una presa da cui non può scappare. Chi viene sottomesso e si rifiuta di "battere" rischia la perdita di sensi o un serio infortunio. In ambito di polizia o di difesa personale, si possono applicare prese di sottomissione per bloccare un soggetto pericoloso o impedire la fuga di un criminale; in questo caso, più che di sottomissione, si parla in genere di controllo doloroso o presa da capacitanza dolorosa ("pain compliance hold"). Queste tecniche possono causare dislocamenti, strappi, fratture, perdita di sensi e persino morte.
- Fughe: in senso generale, una fuga si ottiene muovendosi fuori da una situazione di rischio o da una posizione di inferiorità; per esempio quando un lottatore si trova al di sotto del suo avversario ma riesce ad uscire dalla posizione, oppure quando da terra riesce a rialzarsi, o quando sta per subire una sottomissione ma riesce a prevenirla e ad evitare la presa.
- Ribaltamenti e spazzate: in genere occorrono quando un lottatore che si trova al suolo al di sotto di un altro riesce ad eseguire una mossa che gli consente di ottenere una posizione di vantaggio sull'avversario.

## Aspetti fisiologici
Le discriminanti nell'approccio alla lotta è ciò che gli studiosi definiscono “intelligenza cinestetica” e capacità propriocettiva. L'intelligenza cinestetica consiste nella capacità di un individuo di saper gestire il proprio corpo e di controllarne i movimenti, manipolare oggetti trasformarli e riorganizzarli, o nel caso della lotta controllare il corpo di coloro con cui si entra in relazione, osservare situazioni e riprodurle, programmare sequenze di azioni anche a livello astratto. È un'intelligenza che permette l'apprendimento attraverso il movimento (toccando oggetti, muovendosi, interagendo con lo spazio). La propriocezione è la capacità di percepire e riconoscere la posizione del proprio corpo nello spazio e lo stato di contrazione dei propri muscoli, anche senza il supporto della vista.
La propriocezione assume un'importanza fondamentale nel complesso meccanismo di controllo del movimento.
La natura stessa impone dei tempi di apprendimento di queste due capacità che rientrano in quei processi fondamentali dell'età evolutiva e che quindi rimangono più ostiche nell'età adulta, ma soprattutto la natura ci impone la metodica di apprendimento che in tutti i mammiferi è la lotta (la principale attività dei cuccioli per lo sviluppo psico-motorio).
È quindi sulla base di quanto scritto che in tutte le scuole professionistiche di sport di combattimento comprese quelle di MMA si attribuisce uno spazio molto ampio all'apprendimento delle tecniche lottatorie sia tra i professionisti che soprattutto nell'ambito giovanile ed infantile, come dichiarato poi dallo stesso Alessio Sakara in un suo intervento “consiglio ai giovani” (youtube).
La Lotta intesa come la Lotta Olimpica risulta essere la disciplina più utile all'apprendimento in sicurezza di queste abilità che poi saranno indispensabili nella pratica anche di discipline più cruente. Lungi questo dal voler sostenere che la lotta sia la più efficace tra le discipline di combattimento, ma soltanto che i fondamentali inerenti a questa specialità sono oltre che fondamentali anche più complessi e quindi da apprendere prematuramente.

## Uso
Il grado con cui le tecniche di lotta sono utilizzate nei differenti sistemi di combattimento varia. Alcune discipline, come il catch wrestling, il submission wrestling, il judo, il sumo, e il Brazilian jiu-jitsu sono esclusivamente arti di lotta e non contemplano l'esecuzione di colpi.

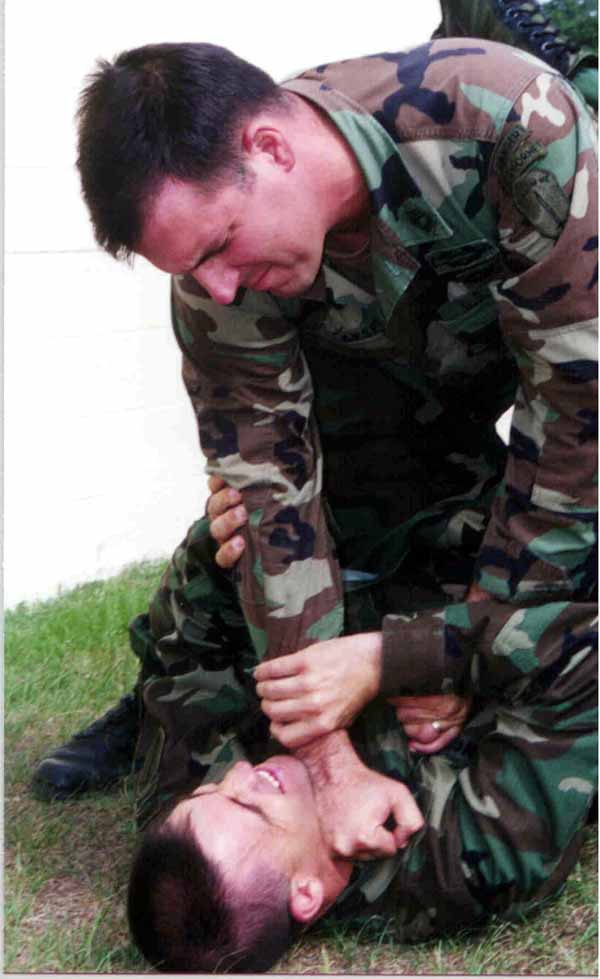
Matt Larsen, creatore del Modern Army Combatives Program, mostra uno strangolamento ad un avversario in addestramento.

Nel pancrazio antico invece la lotta era un tutt'uno con lo scambio di colpi e l'utilizzo delle mosse più efferate, comprese lo spezzamento delle dita o la possibilità di mordere. Odierni sport da combattimento come le arti marziali miste ed il Pancrazio moderno, sono le discipline che più si avvicinano a questa totalità consentendo agli atleti partecipanti di usare sia tecniche di lotta che percussioni, utilizzando l'una per poter applicare meglio le altre o viceversa le altre per giungere facilmente alla prima. I lottatori di lotta libera hanno conquistato il maggior numero di titoli in questa disciplina ibrida.
La lotta non è comunque consentita in tutte le arti marziali e gli sport da combattimento; di solito allo scopo di concentrarsi su altri aspetti del combattimento come le tecniche pugilistiche, i calci o l'uso di armi. Gli avversari in questi tipi di incontro, tuttavia, possono ancora entrare brevemente in una fase di lotta o comunque di contatto diretto per fatica fisica o dolore; quando ciò avviene, l'arbitro può intervenire per separarli e far ripartire lo scontro, a volte dando un avvertimento ad uno o entrambi i competitori. Ciò avviene per esempio nel pugilato, nella kickboxing, nel taekwondo, nel karate e nella scherma. Una fase di grappling prolungata nella muay Thai comporterà anch'essa la separazione dei combattenti, ma l'arte studia intensamente l'utilizzo di tecniche di clinching attorno al collo.
Le tecniche di lotta e la difesa dalle tecniche di lotta sono anche considerati importanti nella difesa personale e nelle applicazioni di polizia. Le più comuni tecniche insegnate hanno lo scopo di difendersi da prese o applicare prese dolorose.

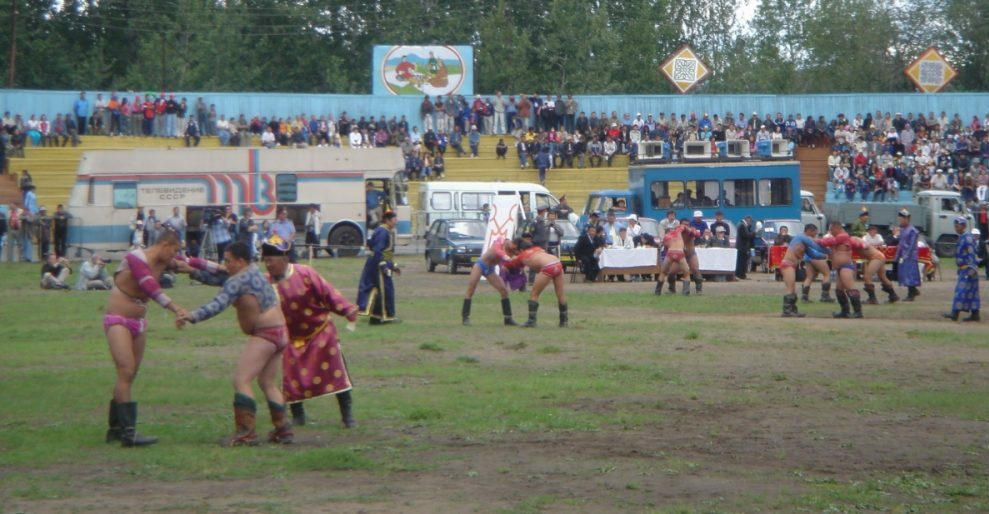
Khuresh, stile di lotta tradizionale di Tannu Tuva.

D'altra parte, la lotta consente di controllare un avversario senza arrecargli danno. Per questo motivo, molte forze di polizia ricevono un certo grado di addestramento nella lotta.
A maggior ragione, gli sport di lotta sono stati regolamentati di modo da permettere ai partecipanti di competere con tutti i loro sforzi fisici senza dover infortunare gli avversari.
La lotta viene chiamata dumog nell'eskrima. Il termine chin na nelle arti marziali cinesi ha a che fare con l'uso della lotta per ottenere una sottomissione o incapacitare l'avversario (ciò può implicare l'uso dei punti di agopuntura). Alcun arti marziali cinesi, l'aikidō e diversi sistemi di eskrima, così come molte arti marziali europee medievali e rinascimentali, contemplano la lotta quando uno o entrambi i contendenti sono armati e ne studiano l'applicazione in sinergia con l'uso di armi. Per esempio, un bastone può essere impiegato anche per effettuare uno strangolamento dopo una fase di scambio di colpi. Questa pratica è significativamente più pericolosa della lotta disarmata e richiede generalmente un alto livello di allenamento.
Alcuni artisti marziali, come i Dog Brothers, combinano la lotta con l'uso di armi.

### Lotta "shoot" o "show"
Nei paesi anglosassoni, si distingue in genere fra la lotta praticata a livello agonistico, spesso identificata col collegiate wrestling e l'amateur wrestling (e che ricadono nell'ambito della lotta olimpica), e il "professional wrestling", che consiste in realtà in spettacoli d'intrattenimento, a volte seguenti anche un copione prestabilito. La lotta come "show" si è sviluppata in particolare nelle forme del pro wrestling, del puroresu e della lucha libre.